# Porky's
Porky's (1981) es una película sobre las actividades de diversión nocturnas de unos adolescentes en el ficticio instituto Angel Beach de Florida durante 1954. Ha tenido gran influencia en los guiones de las películas sobre adolescentes.

## Argumento
En 1954, Un grupo de estudiantes de secundaria de Florida planean perder su virginidad. Van al club nocturno de Porky creyendo que pueden contratar una prostituta para satisfacer sus necesidades sexuales. Porky toma el dinero, pero humilla a los chicos lanzándolos en el pantano. Cuando el grupo quiere que le devuelvan el dinero, el sheriff, que resulta ser el hermano de Porky, llega para llevarlos, pero antes sus subordinados extorsionan al grupo con más dinero,  causándoles más humillación. Después que Mickey (que retorna a Porky's por venganza) es golpeado tan severamente que es hospitalizado, la pandilla se empeña en vengarse de Porky y su hermano, finalmente hundiendo su establecimiento en el pantano. Porky y sus hombres, unidos al sheriff, persigue luego al grupo, pero logran cruzar la línea del condado (donde el hermano de Porky está fuera de su jurisdicción), los cuales se encuentran con un grupo de policías locales, uno de los cuales es el hermano mayor de Mickey, Ted, y la banda de la secundaria. Después que Ted daña repetidas veces el automóvil de Porky, indica que todos los cargos contra Porky por conducir un vehículo inseguro serían retirados si los eventos son olvidados. Debido a que los chicos son demasiado jóvenes para entrar legalmente a Porky's en primer lugar, Porky y su hermano no tienen otra alternativa más que aceptar. La película termina con el grupo festejando su venganza y Pee Wee finalmente perdiendo su virginidad.
En una subtrama, los chicos espían a las chicas en los baños del instituto. Después de varios intentos, aparentemente sin éxito, Tommy, Billy y Pee Wee finalmente ven a varias chicas duchándose desnudas, pero Pee Wee los deja en evidencia al gritarle a una chica gorda (quien bloqueaba su vista) que se mueva a un lado para poder ver. Mientras unas cuantas chicas corren, algunas se quedan, encontrando la situación graciosa. Para examinar su actitud, Tommy saca su lengua a través del agujero, pero es embadurnado con jabón. Furioso, baja sus pantalones y saca su pene a través del agujero antes que la entrenadora Beulah Balbricker (quien tiene una persistente enemistad con Tommy) entre a los baños. Viendo la parte sobresaliente, se acerca sigilosamente a Tommy, agarra su pene y tira con todas sus fuerzas. Tommy logra liberarse y escapa, pero Beulah está empeñada en probar que el miembro infractor (el cual tiene un lunar) pertenece a Tommy, tanto que solicita que el director Carter desnude a los chicos en fila en el patio para que ella pueda identificarlo. Sin embargo, Carter niega la solicitud, y mientras otros entrenadores de baloncesto ríen casi sin control, el entrenador Brackett sugiere una intervención policíaca. Cuando Carter no contiene la risa, Balbricker sale de la oficina enfurruñada. La película termina con la señora Balbricker acechando entre los arbustos para tender una emboscada a Tommy, y logra bajar sus pantalones, pero ella es apartada de él por la policía y gritando que Tommy es el infractor.

## Secuelas
Tras el éxito de Porky´s en América y Europa se realizó una secuela en 1983. El título original fue Porky's 2: the next day (al día siguiente). La película fue muy mal aceptada por las críticas y resultó menos comercial que la primera parte. Bob Clark no tuvo intención de hacer más partes para la saga. Tras el abandono de Clark por Porky's, el director James Komack realizó en 1985 la tercera y última parte de la saga. La película se tituló Porky's 3: the revenge (la venganza), y esperada como un éxito en la comedia fue la peor parte de la saga tanto en críticas como comercialmente. Fue estrenada en los cines pero no vendida absolutamente en todo el mundo, ya que fue un fracaso absoluto. En España aún no se ha puesto en venta en DVD, pero fue doblada al castellano y emitida en una ocasión en televisión en la cadena Antena 3.
En 2009 Twentieth Century Fox (la productora de la trilogía original) aceptó un remake de Porky's de la mano de Brian Trenchard-Smith.

## Reparto
- Dan Monahan – Edward "Pee Wee" Morris
- Mark Herrier – Billy McCarthy
- Wyatt Knight – Tommy Turner
- Roger Wilson – Mickey Jarvis
- Cyril O'Reilly – Tim Cavanaugh
- Tony Ganios – Anthony "Meat" Tuperello
- Kaki Hunter – Wendy Williams
- Nancy Parsons – Sra. Beulah Balbricker
- Scott Colomby – Brian Schwartz
- Boyd Gaines – Entrenador Brackett
- Doug McGrath - Warren
- Art Hindle – Ted Jarvis
- Wayne Maunder - Sr. Cavanaugh
- Chuck Mitchell – Porky Wallace
- Eric Christmas – Mr. Carter
- Kim Cattrall – Sra. Honeywell
- Alex Karras – Sheriff Wallace
- Susan Clark – Cherry Forever
- Bill Hindman – Entrenador Goodenough
- Rod Ball – Steve
- Jack Mulcahy – Frank Bell
- Lisa O'Reilly – Ginny

## Historia y relevancia
Aunque fue escrita y dirigida por un estadounidense y rodada en Miami (Florida), Porky's se fraguó en una productora canadiense, con lo cual fue clasificada como película canadiense. Porky's es la película canadiense más taquillera de la historia. En octubre de 2006, Bon Cop, Bad Cop superó a Porky's en la recaudación de box office, pero al final de su carrera teatral, no se consideró la inflación.
- Datos: Q1284961